# Viljandi
Pour les articles homonymes, voir Viljandi (homonymie).

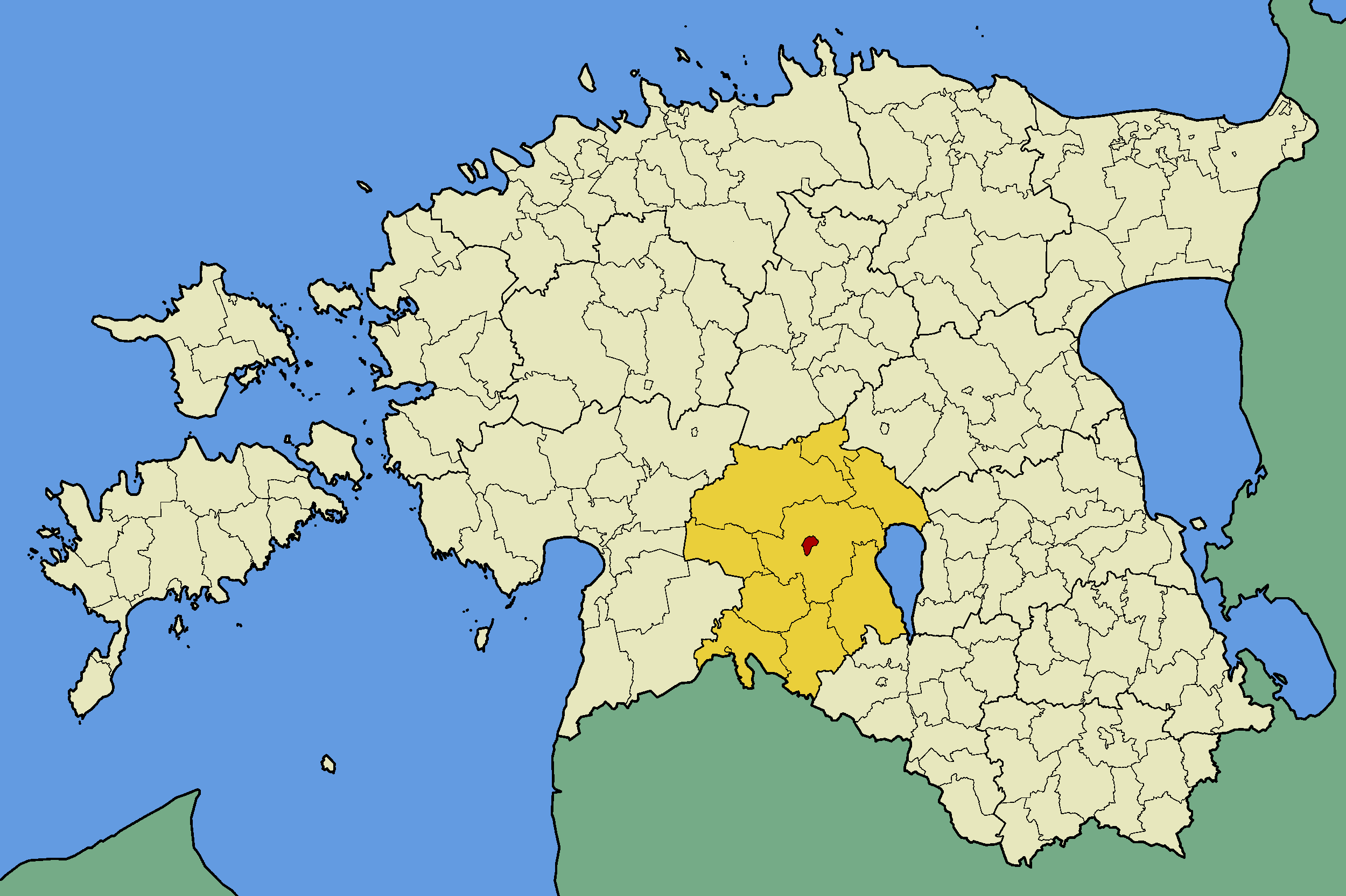
Viljandi (rouge) dans le comté homonyme (jaune).

Viljandi est une ville et une commune urbaine d'Estonie, située dans le comté de Viljandi dont elle est le chef-lieu. La population s'élevait à 17 104 habitants en 2020.

## Géographie
La ville s'étend sur 14,62 km2 au centre du comté homonyme, à 60 km à l'ouest de Tartu. Elle est arrosée par la rivière Valuoja qui se jette dans le lac de Viljandi dont les rives baignent la ville à l'est.

## Histoire

### Les temps anciens
L'ancienne forteresse de Viljandi était utilisée à l'ère viking. Au début du XIIIe siècle, Viljandi appartenait à l'ancien comté de Sakala, et il a été suggéré que Viljandi a pu être le centre de l'ancien comté.
Au cours de la croisade livonienne, en 1211, la forteresse fut assiégée par la force de l'archidiocèse médiéval de Riga, l'chevaliers Porte-Glaive, les Lives et les Latgaliens.
Selon Henri le Letton, la forteresse à cette époque était assez forte pour son époque et en 1211 elle n'était pas  conquise. Après un siège de six jours, un accord fut conclu, les habitants de Viljanda reconnurent la suprématie des habitants de Riga (l'évêque et l'ordre) et des prêtres furent envoyés à la forteresse pour effectuer les baptêmes.
Viljandi a été subjugué avec le reste de Sakala et de l'Ungannie en 1217, après la bataille de la Saint Mathieu qui s'est soldée par une défaite.
En 1220 ou 1221, les frères de l'ordre habitaient la forteresse de Viljandi, y vivant initialement avec les locaux,.
Le 29 janvier 1223, les habitants de Viljandi attaquèrent les frères de l'ordre, les serviteurs de l'ordre et les marchands allemands qui se trouvaient avec eux dans la forteresse, et les tuèrent ou les emprisonnèrent.
Le soulèvement s'est propagé à d'autres parties de Sakala, en Ungannie et dans le comté de Järva.
En préparation de la contre-attaque de Riga, des soldats de Novgorod et de Pskov ont été appelés à Viljandi (comme dans l'ensemble de Sakala et de l'Ungannie).
Les habitants de Riga ont attaqué le fort de Viljandi pour la deuxième fois en août 1223.
Au 15e jour du siège, les habitants de Sakala et les Russes se rendent, et Viljandi passe à nouveau sous l'autorité de l'évêque et de l'ordre.
L'ancienne zone habitée était située au sud de la forteresse.

### Moyen Âge
La ville de Viljandi a vu le jour après 1224, lorsqu'un fort en pierre a été construit à la place de l'ancien fort en bois. Il est possible que l'établissement de la ville ait été prévu dans le cadre des défenses de la forteresse. On pense que Viljandi a reçu les droits de la ville au milieu du XIIIe siècle, le certificat confirmant les droits a été conservé à partir de 1283 (droits de la ville de Hambourg-Riga ). Dès le XIVe siècle , Viljandi appartenait également à la ligue hanséatique. La cité médiévale était située au nord de la forteresse, seule l'église Saint-Jean (ancienne église du monastère) a survécu de sa reconstruction .
La ville de Viljandi était entourée par une enceinte et était entourée d'un fossé de 1,2 km de long sur trois côtés ; le côté sud était protégé par la Forteresse de Viljandi, séparée par un fossé .
L'enceinte de la ville avait une épaisseur de 1,2 à 2,1 m, faite de pierres de terre.
Du côté ouest de la ville se trouvaient la porte de Riga ou Storke, une tour à quatre côtés à l'angle nord-ouest, une tour semi-circulaire du côté nord et la porte de Tartu.
La ville a été détruite à plusieurs reprises pendant la guerre de Livonie (1558-1583) et les guerres polono-suédoises (1600-1622/1623 ), au cours desquelles les droits de la ville ont également disparu. En 1624, le roi Gustave II Adolphe loua Viljandi et ses environs à Jacob De la Gardie, et le développement et la prospérité du manoir de Viljandi (Schloß Fellin en allemand  commencèrent à la place de l'ancienne forteresse. Le centre seigneurial émerge à l'ouest de la cité médiévale, entre la ville et les principaux châteaux.

## Démographie

### Evolution démographique
La population est en constante diminution. Elle s'élevait à 17 838 habitants en 2012 et à 17 104 habitants en 2020.
| 1922  | 1934   | 1941   | 1959   | 1970   |
| ----- | ------ | ------ | ------ | ------ |
| 9 400 | 11 823 | 12 725 | 17 916 | 20 485 |

| 1979   | 1989   | 2000   | 2011   | 2021   |
| ------ | ------ | ------ | ------ | ------ |
| 22 368 | 23 080 | 20 756 | 17 473 | 17 245 |

| 2023   | - | - | - | - |
| ------ | - | - | - | - |
| 17 353 | - | - | - | - |

### Composition ethnique
| Ethnie      | 1970   | 1970  | 1979   | 1979  | 1989   | 1989  | 2000   | 2000  | 2011   | 2011  |
| Ethnie      | Hab.   | %     | Hab.   | %     | Hab.   | %     | Hab.   | %     | Hab.   | %     |
| ----------- | ------ | ----- | ------ | ----- | ------ | ----- | ------ | ----- | ------ | ----- |
| Estoniens   | 17 971 | 86,34 | 19 469 | 87,04 | 20 093 | 87,06 | 18 955 | 91,32 | 16 443 | 94,11 |
| Russes      | 1912   | 9,19  | 2013   | 9,00  | 1899   | 8,23  | 1085   | 5,23  | 648    | 3,71  |
| Finnois     | 373    | 1,79  | 381    | 1,70  | 344    | 1,49  | 241    | 1,16  | 105    | 0,60  |
| Ukrainiens  | 151    | 0,73  | 212    | 0,95  | 363    | 1,57  | 194    | 0,93  | 128    | 0,73  |
| Biélorusses | 50     | 0,24  | 90     | 0,40  | 100    | 0,43  | 55     | 0,26  | 35     | 0,20  |
| autres      | 357    | 1,72  | 203    | 0,91  | 281    | 1,21  | 188    | 0,91  | 114    | 0,65  |
| Total       | 20 814 | 100   | 22 368 | 100   | 23 080 | 100   | 20 756 | 100   | 17 473 | 100   |

## Culture et patrimoine
- Château de Fellin
- Stade municipal de Viljandi (et)
- Gare de Viljandi
- Hôtel Viljandi (et)
- Vallée de Kosti (et)
- Cimetière du manoir de Viljandi (et)
- Cimetière de la garnison de Viljandi (et)
- Cimetière militaire allemand de Viljandi (et)
- Cimetière de Viljandi pour les morts de la guerre d'indépendance (et)
- Aérodrome de Viljandi (et)
- Place Laidoner 3 (et)
- Palais de justice de Viljandi (et)
- Hôtel de ville de Viljandi (et)
- Cimetière de la forêt de Viljandi (et)
- Vieux cimetière de Viljandi (et)
- École des sports de Viljandi (et)

Panorama du centre-ville de Viljandi

## Personnalités liées à la ville
- Franz Burchard Dörbeck (1799-1835), artiste et caricaturiste
- Jaak Joala (1950-2014), chanteur
- Triinu Kivilaan (née en 1989), chanteuse
- Ragnar Klavan (né en 1985), Joueur de football international
- Mart Laar (né en 1960), homme politique estonien et ancien Premier ministre
- Elisabeth Schiemann (1881-1972, botaniste et généticienne, résistante contre le nazisme
- Helir-Valdor Seeder (né en 1964), homme politique estonien
- von Blankenfeld Hans von Blanckenfeld est né à Fellin et décédé à Fellin lors du siège de la ville en 1602 par l'armée polonaise. Il était gouverneur de la ville. Il fut décapité.

## Jumelages et partenariats
La ville de Viljandi est notamment jumelée avec les villes suivantes, :
| Ville | Ville      | Pays | Pays      | Période     |
| ----- | ---------- | ---- | --------- | ----------- |
|       | Ahrensburg |      | Allemagne |             |
|       | Eslöv      |      | Suède     |             |
|       | Kretinga   |      | Lituanie  |             |
|       | Plungė     |      | Lituanie  |             |
|       | Porvoo     |      | Finlande  |             |
|       | Ternopil,  |      | Ukraine   | depuis 2004 |
|       | Valmiera   |      | Lettonie  |             |

## Galerie

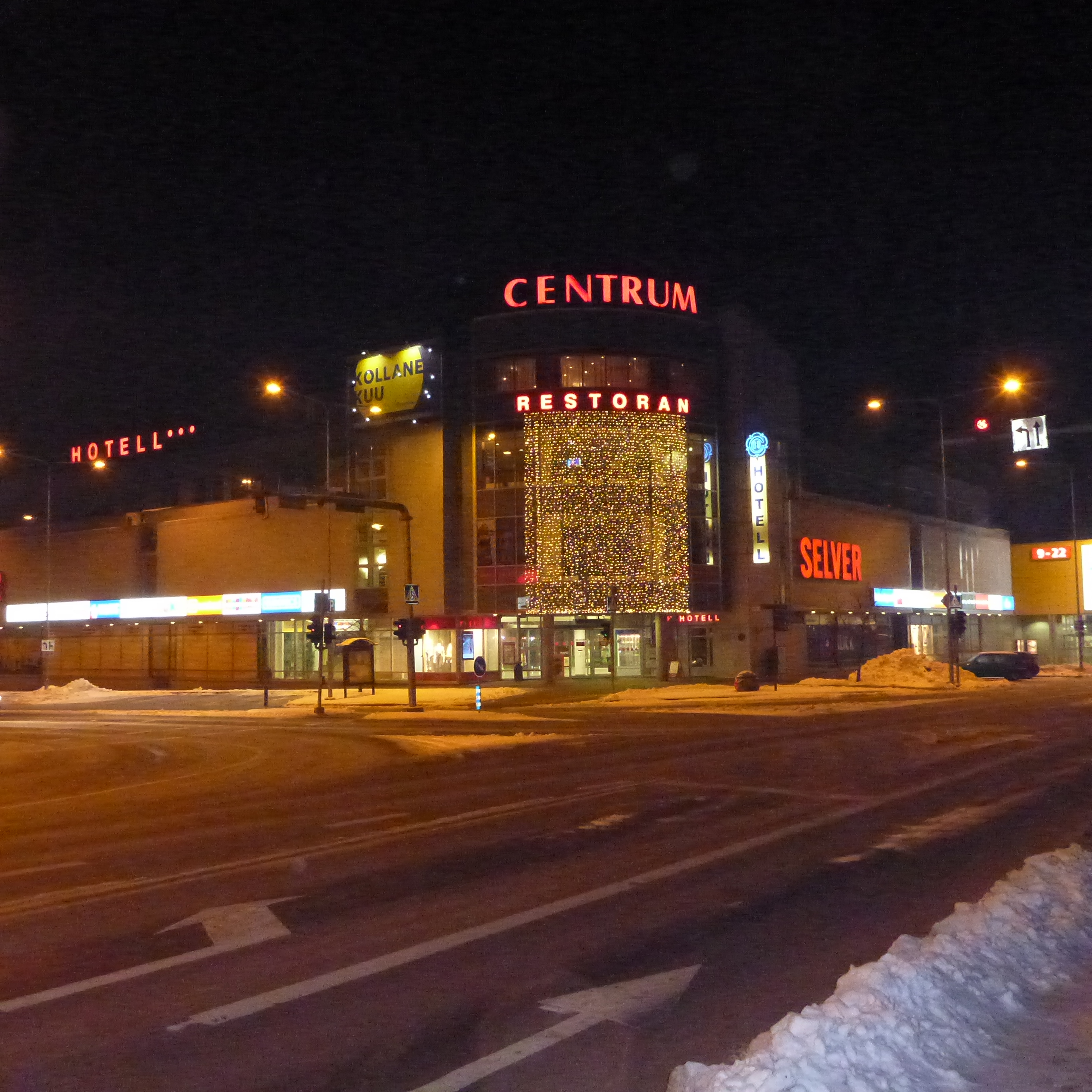
Centre-ville
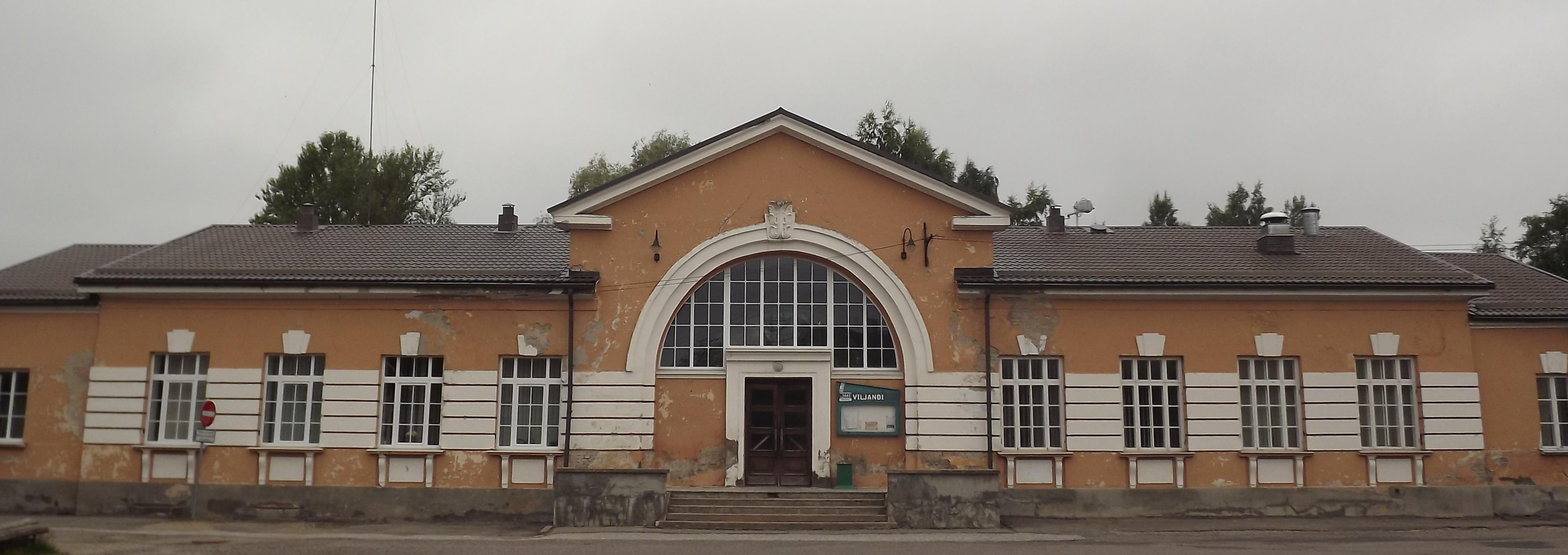
Gare de Viljandi
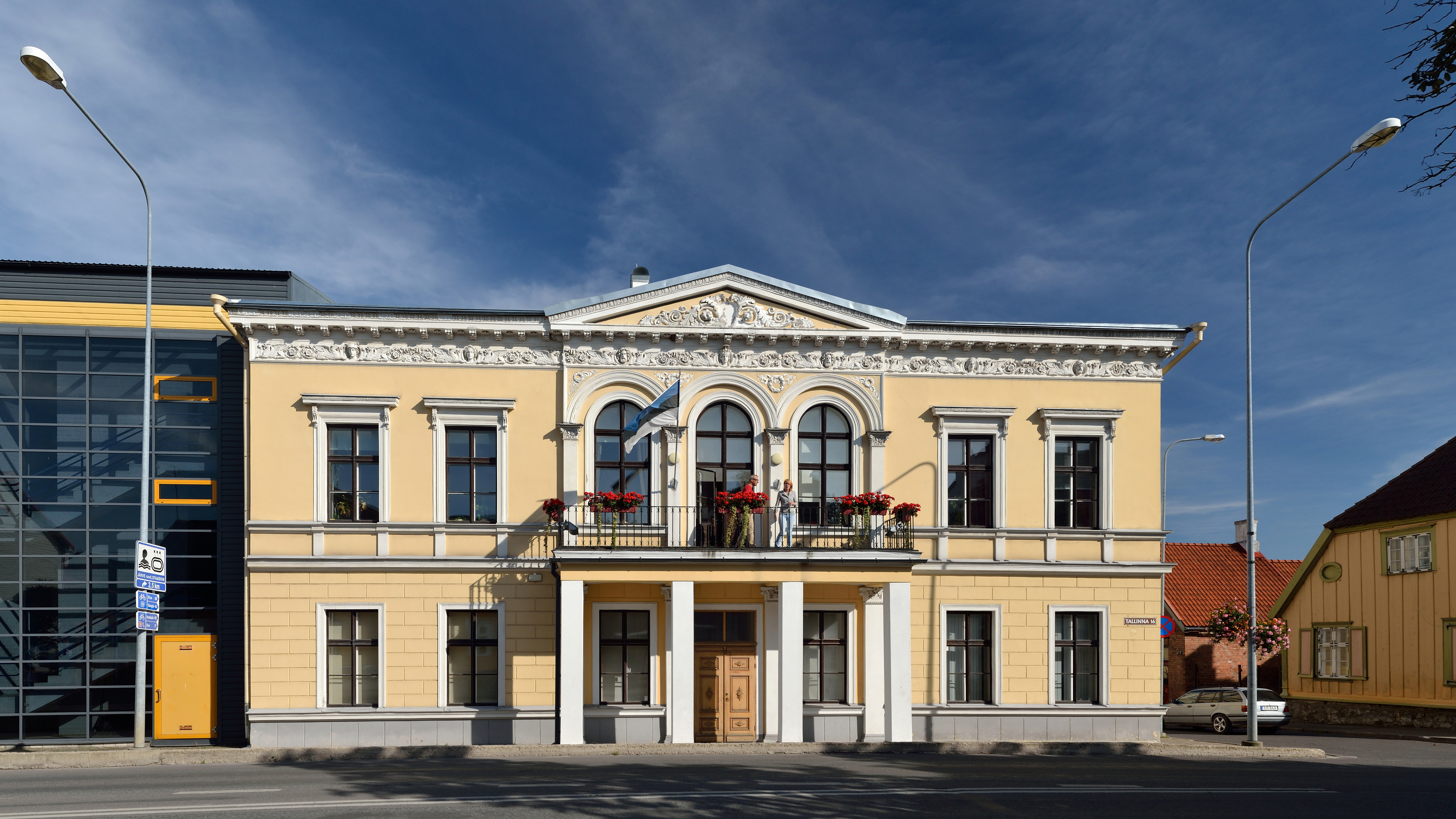
Bâtiment de Viljandi.
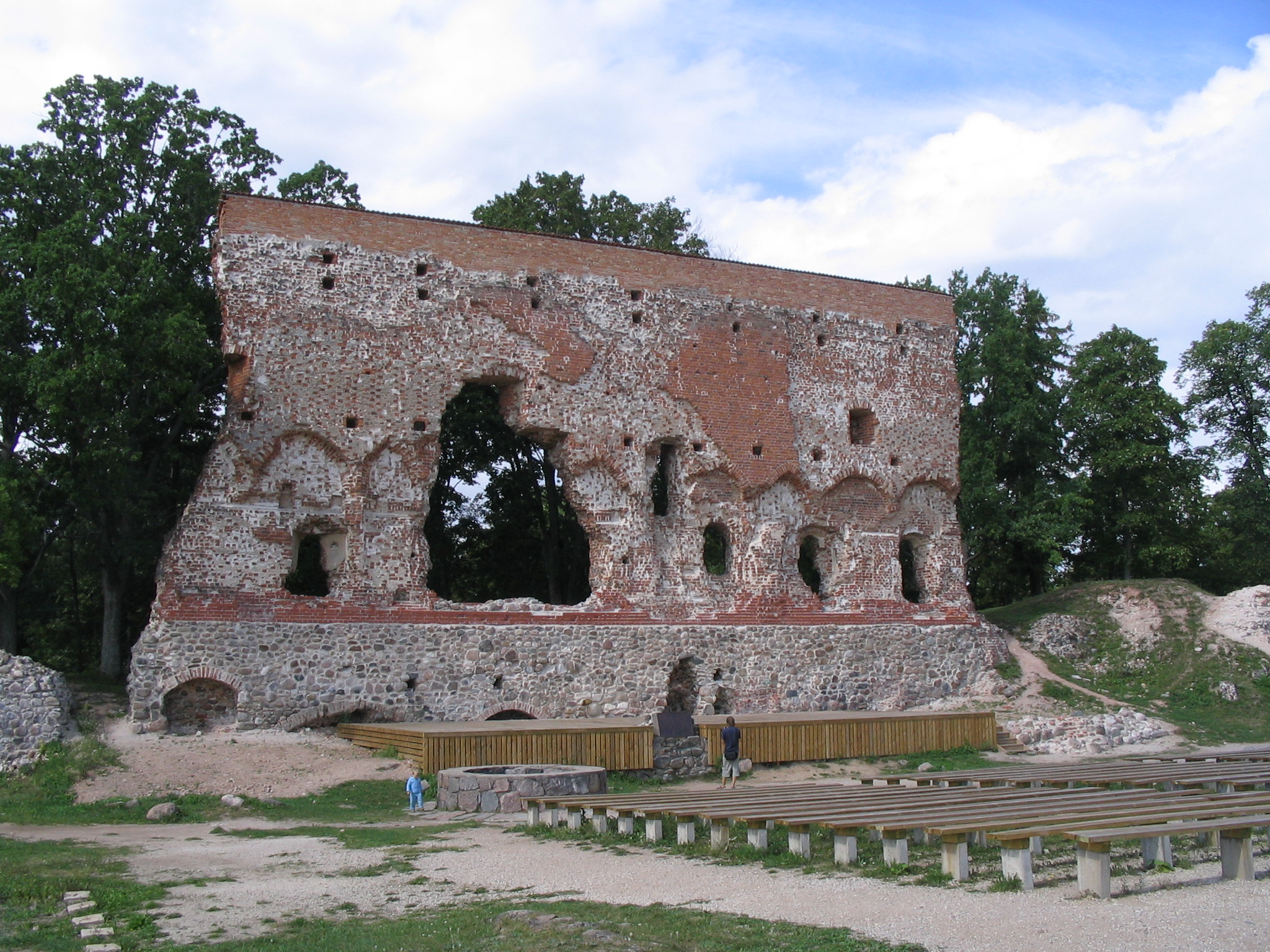
Vestiges du Château de Fellin
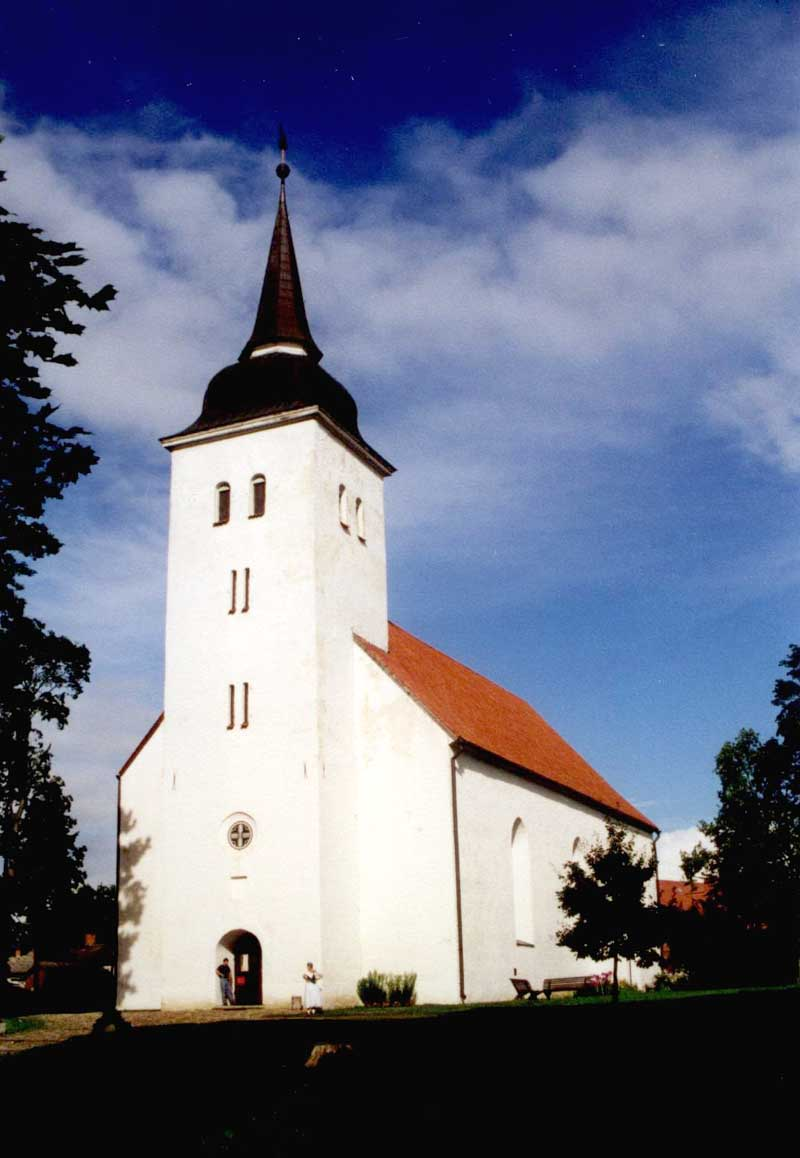
Vue de l'église de Viljandi.
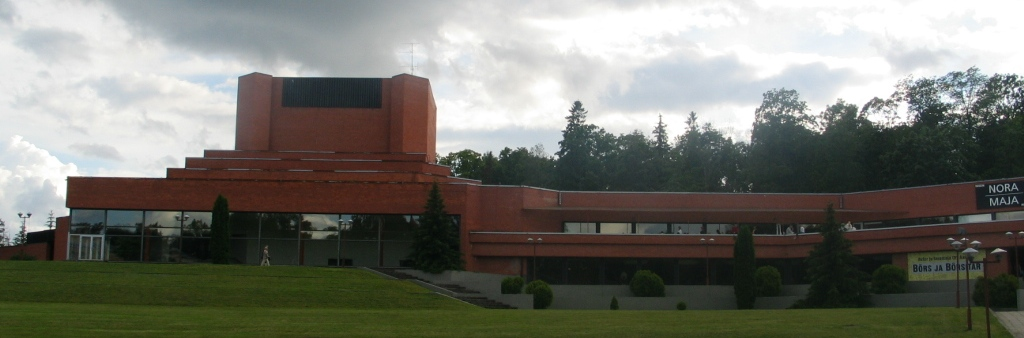
Théâtre Ugala à Viljandi.
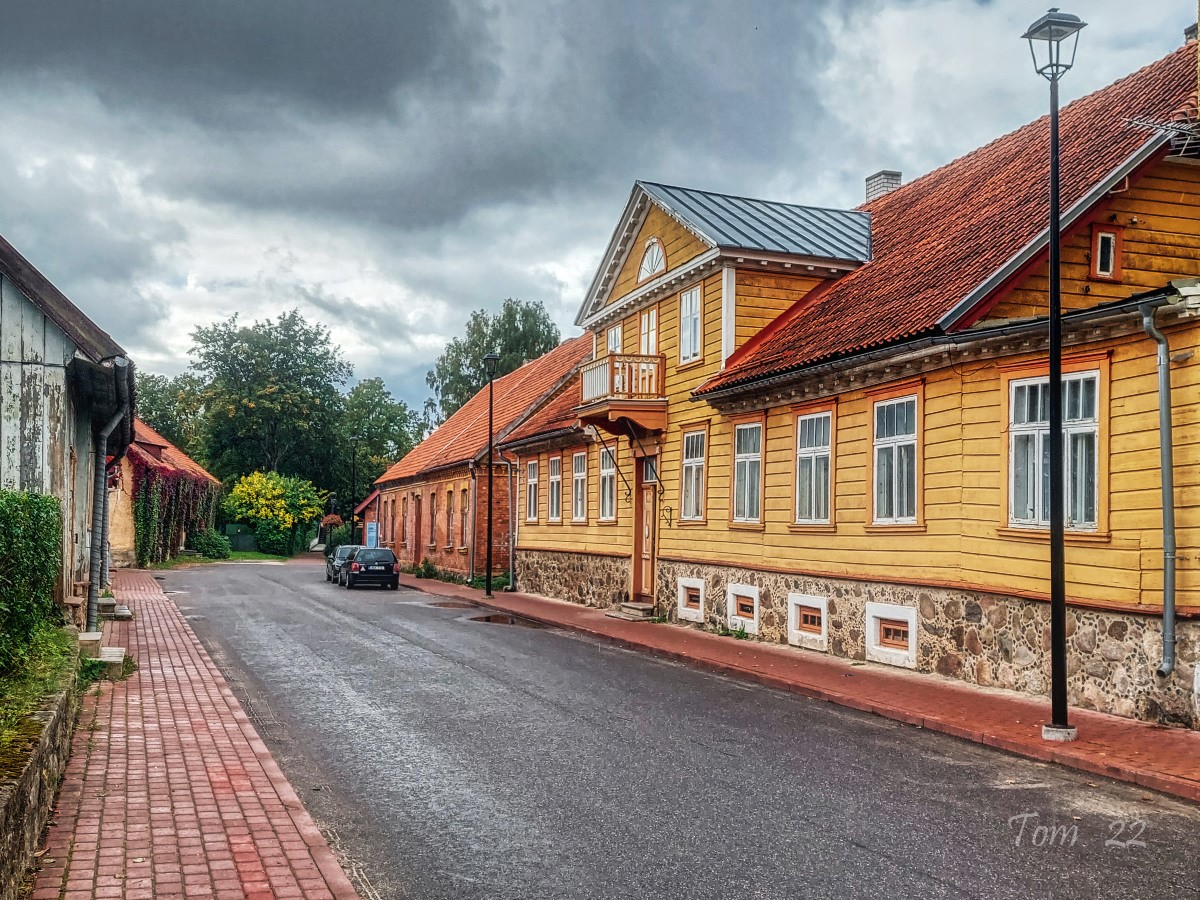
Rue Lossi.